# Manbij
Ne doit pas être confondu avec Hiérapolis.
Manbij, Manbidj ou Minbej (en arabe : منبج; Kurde: Minbic; Adyghe: Mumbuj; Syriaque: ܡܒܘܓ), est une ville syrienne du gouvernorat d'Alep, chef-lieu du district homonyme et à environ 30 km à l'ouest de l'Euphrate. D'après un recensement datant de 2004, la ville serait peuplée par près de 100 000 habitants d'origines ethniques diverses. La ville est en effet peuplée à la fois par des Kurdes, des arabes et des adyguéens. La ville abrite également de nombreux pratiquants du soufisme appartenant en très grande partie à la tariqa naqshbandiyya.
La ville était également le lieu d'un important sanctuaire dédié à la déesse syrienne Atargatis, la Dea Syria dont le culte est rapporté par Lucien de Samosate dans son livre De Dea Syria.

## Géographie
Manbij est bâtie sur la rive droite de l'Euphrate — à 20 km du fleuve lui-même —, à 30 km de l'ancienne Karkemish, à la hauteur d'un gué sur le fleuve, sur la route entre Harran (Carrhès) et Antioche, à 84 km au nord-est d'Alep et à 370 km au nord-nord-est de Damas.

## Toponymie
La ville est l'ancienne Mabog, Mabbog ou Mabbogh, appelée Hiérapolis Bambyce par les Grecs à l'époque séleucide, ou Hiérapolis de Syrie (en grec : Ίεράπολις Συρίας) pour la distinguer de Hiérapolis de Phrygie.

## Histoire

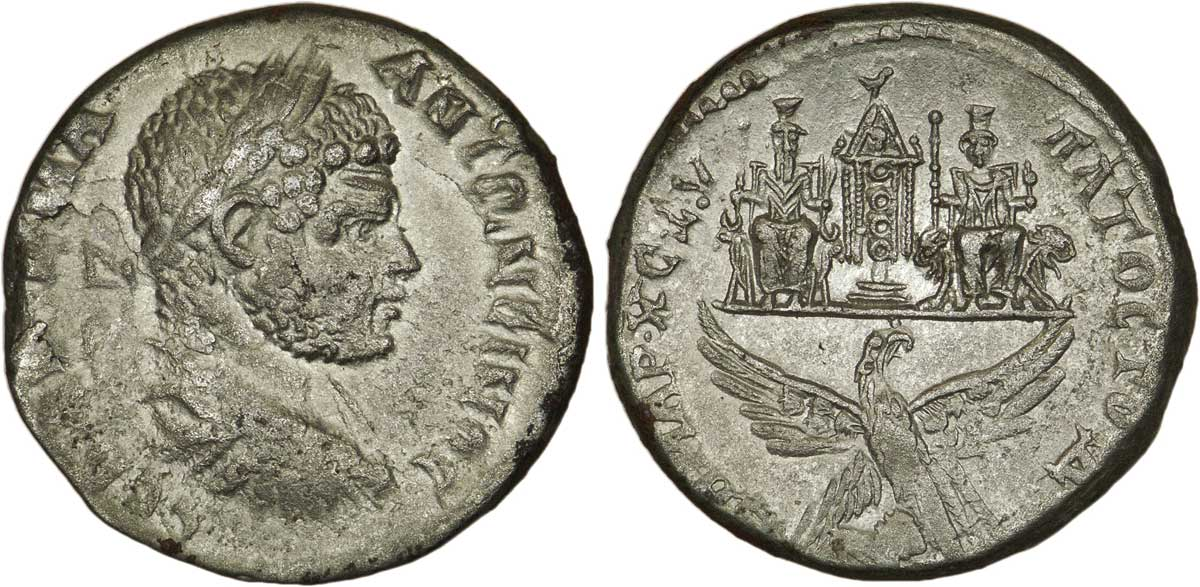
Monnaie frappée en la cité de Manbij.

L'endroit est mentionné pour la première fois par les Grecs sous les noms de Bambyce et Edesse selon Pline l'Ancien (vers 60).
C'était sans doute un ancien sanctuaire de Commagène. La première mention historique date des Séleucides, qui en font la principale étape sur l'importante route entre Antioche et Séleucie du Tigre (située entre Harran (Carrhes) et Antioche). Elle est aussi signalée comme un centre du culte de la Déesse de la nature syrienne, Atargatis (Dercéto). Elle est connue des Grecs comme la ville du sanctuaire (Hiéropolis) Ἱερόπολις, puis finalement comme la ville sainte Ἱεράπολις (Hierapolis). Elle est documentée dans le De Dea Syria (en) de Lucien de Samosate.
Lors de son expédition contre les Parthes, le temple est saccagé en -53 par le Romain Crassus, mort à la bataille de Carrhes.
À partir de 341, elle est une ville importante et un épiscopat de l'Euphratèse, province romaine du Bas-Empire romain.
À l'époque de Julien (empereur romain) (360), elle aurait alors été en ruines.
Procope de Césarée (500-565) la considère comme la plus belle ville de cette partie du monde. L'empereur Justinien (483-565) ne réussit pas à la protéger. Khosro Ier (531-579) la met à l'amende. Hâroun ar-Rachîd (763-809) la restaure, en fait la capitale fortifiée de la province d'Al-'Awasim, tampon à la frontière byzantine.
La place est reconquise par l'Empire byzantin sous Romain IV Diogène (1030-1072), qui y installe une colonie militaire romaine peuplée de Grecs et d'Arméniens.
Dionysius Bar Salibi (?-1171) en est l'évêque de l'Église syriaque orthodoxe.
Saladin la reprend en 1175.
Le souverain mongol Houlagou Khan (1217-1265) en fait son quartier général, puis la détruit.
Sous l'empire ottoman (1520-1922), c'est une Caza (juridiction) du sandjak et de la wilaya d'Alep.
Henry Maundrell (1665-1701) est le premier occidental à en parler, dans son Journey from Aleppo to Jerusalem at Easter A.D. 1697.
Après la guerre serbo-bulgare (1885-1886), une colonie d'Adyguéens (Tcherkesses, Circassiens), originaires de Vidin, s'installent dans les ruines, dont ils vendent les antiquités à Alep et Gaziantep. En 1911, la ville compte uniquement 1 500 Circassiens.

### Bataille de Manbij
Durant la guerre civile syrienne, Manbij devient l'un des premiers fiefs de l'État islamique en janvier 2014. La ville est un carrefour sur le principal axe de transit entre le reste des territoires contrôlés par le califat et la Turquie par lequel passent les recrues djihadistes et les fruits de divers trafics de financement pour Daech (pétrole de contrebande notamment), venant particulièrement du poste-frontière de Jerablus. Début juin 2016, les Forces démocratiques syriennes (FDS) lancent, en coordination avec la coalition internationale, une offensive pour reprendre la ville. Après plus de deux mois de combats acharnés, les FDS prennent totalement le contrôle de Manbij après la fuite des derniers éléments djihadistes, le 12 août 2016.
Le 28 février 2017, Ankara annonce vouloir reprendre Manbij aux milices kurdes. Les États-Unis auraient persuadé la Turquie de ne pas entreprendre d'action militaire à Manbij, l'armée américaine se chargeant du contrôle de la ville. Cependant, la ville est prise par l’armée nationale syrienne soutenu par l’armée turque durant la Bataille de Manbij, qui a eu lieu entre les 7 et 11 décembre 2024.

## Personnalités liées à la ville
- La jeune écrivaine et militante des droits de l'Homme Nujeen Mustafa est native de Manbij où elle a vécu jusqu'à ses 4 ans, puis de 2012 à 2014[8].